# Mónica Cano

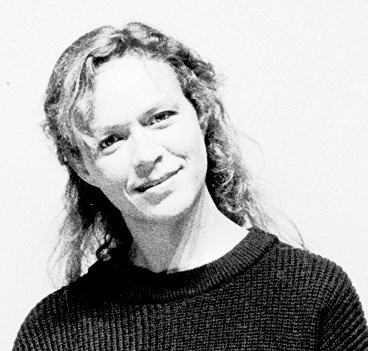
Fotografia de Monica Cano.

Mónica Gutiérrez Cano, coneguda artísticament com a Mónica Cano, és una actriu i dramaturga espanyola nascuda a Còrdova.

## Biografia
Llicenciada en Art Dramàtic, la seva formació la va completar al costat de José Carlos Plaza i Mariano Barroso. Actriu de trajectòria fonamentalment teatral, compte no obstant això també amb col·laboracions en cinema i televisió.
Sobre els escenaris, poden esmentar-se les seves aparicions en muntatges com Ojo por ojo, cuerno por cuerno (1975), de Georges Feydeau, Barba Azul y sus mujeres (1980), Solo me desnudo delante del gato (1981), Tratamiento de choque (1986), Dígaselo con Valium (1993), totes elles de Juan José Alonso Millán. Va interpretar en estrena mundial a la “Bella Beatriz” de La Divina Comèdia de Dante Alighieri, al costat de Carlos Ballesteros i Ricardo Merino amb direcció de Manuel Criado del Val; Samarkanda (1985), d'Antonio Gala; Comedias bárbaras (1991), de Valle-Inclán; Marat/Sade de Peter Weiss, amb direcció de Miguel Narros; La fiaca (1994), de Ricardo Talesnik; Entre bobos anda el juego de Francisco de Rojas Zorrilla, amb direcció de Gerardo Malla; Cómo aprendí a conducir de Paula Vogel, amb direcció de Esteve Ferrer.Sé infiel y no mires con quién (1998), de Chapman y Cooney; Historia de una escalera (2003) de Buero Vallejo i La casa de Bernarda Alba (2005), de García Lorca.
En cinema, els seus últims treballs han estat Besos para todos de Jaime Chávarri; Cuarteto de La Habana, Eso, Los años bárbaros de Fernando Colomo, Cascabel de Daniel Cebrián, El arte de morir d'Álvaro Fernández Armero, XXL de Julio Sánchez, Tres en el paraíso, de Manuel Estudillo, A golpes de Juan Vicente Córdoba, i La vida en rojo d' Andrés Linares. En televisió va tenir papers destacats a les sèries Querido maestro (1997-1998) i Manos a la obra (2000-2001), donant vida a Loren, la xicota de Manolo (Ángel de Andrés López).
Com a dramaturga, ha estrenat les obres Ascitis en una tarde de otoño gris (1988), Qué felices son los perros en la playa (2006), Historia de la Nati (2011), Vitriolo (2012) i La señorita que se murió de risa (2014)

## Premis
- 1992-93 Associació independient de teatre d'Alacant a la millor actriu per Greek de Steven Berkoff i Dígaselo con Valium de José Luis Alonso de Santos.
- 1999 Premi Ágora d'Almagro per Entre bobos anda el juego de Rojas Zorrilla. Finalista del premi de la Unión de Actores per Los años bárbaros de Fernando Colomo.
- 2008 Premi de la Unión de Actores per La casa de Bernarda Alba de Federico García Lorca.